# Köln-Nippes (Stadtbezirk)

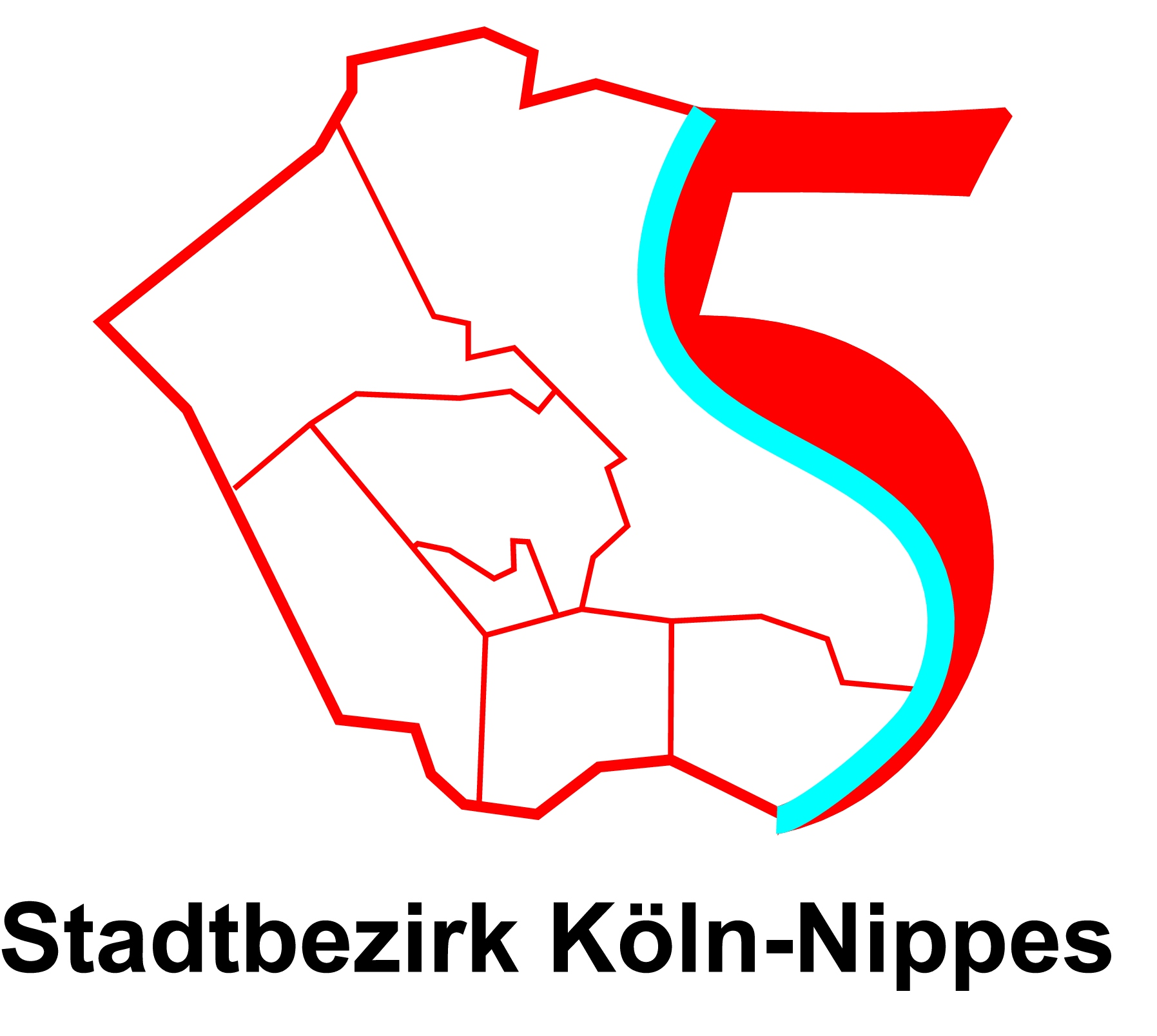
Logo des Stadtbezirks Nippes

Nippes ist der Stadtbezirk 5 von Köln. Er umfasst die Stadtteile Bilderstöckchen, Longerich, Mauenheim, Niehl, Nippes, Riehl, Weidenpesch. Er liegt am linken Rheinufer, nördlich der Kölner Innenstadt.
Der Stadtbezirk 5 wurde im Zuge einer kommunalen Neugliederung zum 1. Januar 1975 gegründet und trägt den Namen seines bevölkerungsreichsten Stadtteils Nippes. Zu Zeiten des alten Postleitzahlensystems waren die Stadtteile des Bezirks unter 5000 Köln 60 eingegliedert, daraus wurden 1993 die heutigen Zustellbezirke 50733 bis 50739 gebildet.

## Geschichte

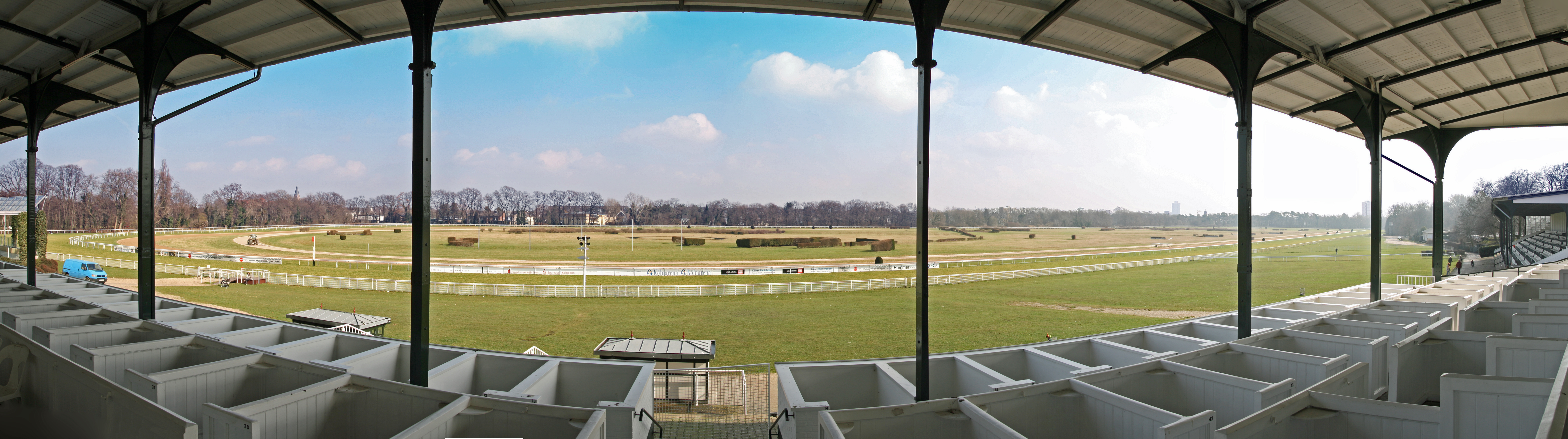
Galopprennbahn Weidenpesch

Im Gebiet des heutigen Kölner Stadtteils Nippes lag nachweislich bereits in der Römerzeit eine Villa. Am Rande des Nippeser Tälchens, eines heute verlandeten Altarms des Rheines (am heutigen Niehler Kirchweg), lag der alte Siedlungskern des heutigen Nippes, die Herrlichkeit Mauenheim. Die Wohnplatzbezeichnung Nippes selbst erscheint erstmals in einer Urkunde des Jahres 1549 im Zusammenhang mit einem damals bekannten Gasthaus (in Höhe der heutigen Florastraße, die damals „Kappesgasse“ hieß). Der Name Nippes (Nipp-Haus) lässt sich möglicherweise als Haus auf einer Anhöhe deuten. Im 17. Jahrhundert war die Gastronomie om Nippes berühmt-berüchtigt.
1794 begann die französische Besatzungszeit durch Einmarsch der Revolutionstruppen. Mehrere nördlich von Köln gelegene Ortschaften des vormaligen Kurköln wurden zur Mairie de Longerich zusammengefasst, einem politischen Gebilde, das als eine Art Vorläufer des späteren Kölner Stadtbezirks Nippes gelten kann. 1815 wurde Europa auf dem Wiener Kongress neu geordnet. Das Rheinland und Westfalen fielen Preußen zu, die Mairie hieß dann Bürgermeisterei Longerich und war Teil des Landkreises Köln. 1888 wurde die damalige Bürgermeisterei Longerich, innerhalb derer Nippes (mit Riehl) eine Sondergemeinde bildete, nach Köln eingemeindet. In Köln-Nippes entstanden als bedeutende Eisenbahneinrichtungen ein Ausbesserungswerk und ein Rangierbahnhof, die aber heute stillgelegt sind. 1861 wurde für die Eisenbahn eine eigene Werkstatt eingerichtet.
Jacob Mayer produzierte ab 1839 als deutschlandweit erster in Köln-Nippes (am heutigen Wilhelmplatz) Gussstahl nach einem in England bekannten Stahlformverfahren. Es handelte sich um die erste Produktionsstätte dieser Art in Deutschland. Die Industrialisierung von Nippes begann 1850 mit der Errichtung einer Dampfmühle durch Heinrich Auer – die „Auer-Mühle“. Seit 1911 ist nach ihrem Erbauer die Auerstraße benannt. Der Kaufmann Julius Vorster und der Chemiker Hermann Julius Grüneberg gründeten am 1. November 1858 die Chemische Fabrik Vorster & Grüneberg, in der Ammoniak hergestellt wurde. 1869 entstand die Ammoniakfabrik Nippes. Sie war die Vorläuferin der Chemischen Fabrik Kalk. Mit den Clouth Gummiwerken kam 1868 einer der größten industriellen Arbeitgeber nach Nippes. Die Fabrik von Weltruhm prägte während ihrer Vergrößerungsphase das Stadtbild von Nippes. Das aufstrebende Unternehmen war in der Gummiwarenherstellung tätig und diversifizierte auch stark in andere Verbundstoffe. Seinen wirtschaftlichen Höhepunkt erlebte das von Franz Clouth gegründete Unternehmen im Jahre 1962, als es 2.241 Beschäftigte zählte. Franz Clouth lebte bis zu seinem Tod am 7. September 1910 in einer 1883 werksnah errichteten Villa an der Niehler Straße. Nach ihm ist seit 1915 die Franz-Clouth-Straße benannt.
Eine Unternehmenskrise der Clouth Gummiwerke war die Ursache für anhaltende Verluste, die die Muttergesellschaft Continental AG bewogen, einen Teil von Clouth zu verschmelzen und andere Teile zu veräußern. Schließlich wurde am 17. Juni 2003 von der Stadt Köln beschlossen, das inzwischen auf 160.000 m² angewachsene Firmengelände zu erwerben, um es für Wohnungsbau und „nicht störendes Gewerbe“ zu nutzen. Dabei war zu berücksichtigen, dass die Bebauung an der Niehler Straße unter Denkmalschutz steht. Förderbänder wurden noch bis 16. Dezember 2005 hier hergestellt. Seitdem ist die Clouth Gummiwerke AG ein Teil der Industriegeschichte Deutschlands. 
Erste Straßenbenennungen erfolgten 1873 (Christina-, Holbein-, Longericher- oder Siebachstraße). Die Siebachstraße setzt sich aus den Namen der Familien Siepen und Selbach zusammen, die zwischen 1865 und 1875 in der Hartwichstraße eine Zuckerfabrik betrieben. Erste Straße in Nippes war die Niehler Straße (früher: Niehler Weg), wohl eine alte Durchgangsstraße der Römer.

## Politik
| Sitzverteilung in der Bezirksvertretung Köln-Nippes 2020Insgesamt 19 Sitze - Linke: 1 - PARTEI: 1 - SPD: 4 - Grüne: 6 - GUT: 1 - KLIMA FREUNDE: 1 - CDU: 3 - FDP: 1 - AfD: 1 Bezirksvertretungswahl 2020in Prozent %403020100 35,921,517,17,94,64,23,13,02,8keine GrüneSPDCDULinkeFDPAfDGUTPARTEIKLIMA FREUNDESonst.Gewinne und Verlusteim Vergleich zu 2014 %p 10 8 6 4 2 0 −2 −4 −6 −8−10+8,9−8,3−4,0−0,1+0,6+1,2+3,1+3,0+2,8−7,2GrüneSPDCDULinkeFDPAfDGUTPARTEIKLIMA FREUNDESonst. |

### Wahlen im Stadtbezirk
| Jahr | Wahl                   | Wbt.  | Grüne | SPD  | CDU  | FDP  | Linke | AfD | PARTEI | GUT | KLIMA FREUNDE | Sonst. |
| ---- | ---------------------- | ----- | ----- | ---- | ---- | ---- | ----- | --- | ------ | --- | ------------- | ------ |
| 2022 | Landtagswahl           | 58,4  | 33,7  | 25,3 | 20,4 | 5,2  | 4,1   | 3,1 | 1,5    | —   | —             | 6,7    |
| 2021 | Bundestagswahl         | 78,7  | 31,0  | 26,0 | 16,7 | 8,7  | 6,5   | 4,2 | 1,2    | —   | —             | 5,7    |
| 2020 | Bezirksvertretungswahl | 52,9  | 35,9  | 21,5 | 17,1 | 4,6  | 7,9   | 4,2 | 3,0    | 3,1 | 2,8           | —      |
| 2020 | Ratswahl               | 52,8  | 30,4  | 22,9 | 17,1 | 4,7  | 7,2   | 4,1 | 2,5    | 2,7 | 2,4           | 6,0    |
| 2019 | Europawahl             | 65,6  | 35,3  | 17,9 | 16,9 | 4,9  | 7,0   | 5,7 | 3,6    | —   | —             | 8,7    |
| 2017 | Bundestagswahl         | 76,7  | 15,3  | 24,8 | 24,0 | 11,3 | 13,0  | 6,8 | 1,4    | —   | —             | 3,4    |
| 2017 | Landtagswahl           | 65,6  | 13,8  | 30,5 | 23,4 | 11,3 | 9,6   | 5,7 | 1,5    | —   | —             | 4,2    |
| 2014 | Bezirksvertretungswahl | 50,2  | 27,0  | 29,8 | 21,1 | 4,0  | 8,0   | 3,0 | —      | —   | —             | 7,1    |
| 2014 | Ratswahl               | 50,2  | 22,7  | 30,7 | 22,4 | 4,3  | 7,8   | 3,0 | 0,4    | —   | 2,4           | 6,3    |
| 2014 | Europawahl             | 53,6  | 21,6  | 32,9 | 22,4 | 3,6  | 7,7   | 4,4 | 0,9    | —   | —             | 6,5    |
| 2013 | Bundestagswahl         | 72,7  | 15,8  | 31,9 | 29,2 | 4,9  | 9,2   | 3,2 | 0,7    | —   | —             | 5,1    |
| 2012 | Landtagswahl           | k. A. | 22,0  | 37,7 | 16,6 | 7,1  | 3,7   | —   | 0,5    | —   | —             | 12,4   |
| 2010 | Landtagswahl           | k. A. | 22,6  | 33,2 | 24,0 | 5,4  | 7,2   | —   | 0,2    | —   | —             | 7,4    |
| 2009 | Bezirksvertretungswahl | k. A. | 25,5  | 30,6 | 21,8 | 7,0  | 5,3   | —   | —      | —   | —             | 9,8    |
| 2009 | Ratswahl               | k. A. | 24,0  | 30,7 | 22,6 | 7,7  | 5,3   | —   | —      | —   | 0,9           | 8,5    |
| 2009 | Bundestagswahl         | 70,6  | 20,2  | 27,9 | 24,2 | 12,8 | 9,9   | —   | —      | —   | —             | 5,0    |
| 2009 | Europawahl             | k. A. | 26,4  | 24,7 | 24,2 | 11,5 | 6,0   | —   | —      | —   | —             | 7,2    |
| 2005 | Bundestagswahl         | 76,2  | 16,9  | 40,5 | 23,8 | 9,6  | 6,4   | —   | —      | —   | —             | 2,8    |
| 2005 | Landtagswahl           | k. A. | 14,6  | 39,8 | 32,7 | 5,9  | 1,5   | —   | —      | —   | —             | 5,5    |
| 2004 | Bezirksvertretungswahl | k. A. | 19,8  | 31,3 | 27,4 | 6,2  | 3,7   | —   | —      | —   | —             | 11,6   |
| 2004 | Ratswahl               | k. A. | 17,6  | 33,3 | 28,0 | 6,2  | 3,6   | —   | —      | —   | —             | 11,3   |
| 2004 | Europawahl             | k. A. | 26,1  | 25,9 | 30,3 | 7,0  | 3,6   | —   | —      | —   | —             | 7,1    |
| 2002 | Bundestagswahl         | k. A. | 17,8  | 44,5 | 25,9 | 7,6  | 2,1   | —   | —      | —   | —             | 2,1    |
| 2000 | Landtagswahl           | k. A. | 15,3  | 43,8 | 30,2 | 7,4  | 1,7   | —   | —      | —   | —             | 1,6    |